# Галицкий национальный природный парк
Галицкий национальный природный парк (укр. Галицький національний природний парк) — национальный парк, расположенный на территории Ивано-Франковского района Ивано-Франковской области (Украина).
Создан 9 августа 2004 года. Площадь — 14 684,8 га.

## История
Природный парк был создан 9 августа 2004 года согласно указу Президента Украины Леонида Кучмы с целью сохранения, возобновления и рационального использования лесных и лесостепных природных комплексов Прикарпатья, имеющих важное значение.
В 2007 году был открыт Центр реабилитации диких животных, в 2008 году — музей «Природа Земли Галицкой» (Галич, ул. Галич-Гора, 1).

## Описание
Галицкий парк расположен вдоль реки Днестр и её приток Ломница, Луква и Гнилая Липа, и включает 16 отдельных участков. Главная усадьба парка расположена в Галиче, где расположен функционирующий музей «Природа Земли Галицкой». Крупнейшие участки расположены между городами Галич и Бурштын и посёлками Войнилов, Большовцы и Езупиль. В состав парка включены лесные урочища (11 тыс. га), водно-болотные угодья (в т.ч. Бурштынское водохранилище; общая площадь водного зеркала 4 096 га), участки с ценными сообществами лугово-степной растительности, геологические образования.
На территории парка установлен дифференциальный режим и в связи с этим парк разделён на функциональные зоны: заповедная — 5 105,0 га, урегулированной рекреации — 4 405,0 га, стационарной рекреации — 14,0 га и хозяйственная — 5 160,8 га. Есть 5 туристических маршрутов и 3 экологических тропы.

## Природа
Из-за расположенности парка на стыке трех физико-географических стран (Опилье, Галицкая впадина и Предкарпатье) здесь находится под охраной уникальный генофонд, где встречаются подольские и карпатские виды животных и растений.
На территории парка обитают около 5 тысяч видов животных и 700 видов высших сосудистых растений. 45 зарегистрированных в парке видов растений и 48 — животных занесены в Красную книгу Украины. Лесная растительность преимущественно представлена сообществами с участием таких пород как дуб, бук, граб, липа.